# Aptesis alpicola
Aptesis alpicola är en stekelart som först beskrevs av Heinrich Habermehl 1935.
Aptesis alpicola ingår i släktet Aptesis och familjen brokparasitsteklar. Inga underarter finns listade.